# Perissocope typicus
Perissocope typicus är en kräftdjursart som beskrevs av Brady 1910. Perissocope typicus ingår i släktet Perissocope och familjen Harpacticidae. Inga underarter finns listade i Catalogue of Life.